# U.S. Ruta 62
La U.S. Ruta 62 (US 62) és una autopista als Estats Units que transcorre des de la frontera amb Mèxic a El Paso, Texas fins prop de la frontera amb Canadà a Niagara Falls, Nova York. És l'única autopista d'est a oest numerada dels Estats Units que connecta Mèxic amb Canadà. Aquesta autopista està senyalitzada com a nord-sud als estats de Nova York i Pennsilvània.
L'autopista passa pels estats de Texas, Nou Mèxic, Oklahoma, Arkansas, Missouri, Illinois, Kentucky, Ohio, Pennsilvània i Nova York. Té una extensió total de 3.623,5 quilòmetres (2.251,54 milles).